# Anyphaena bermudensis
Anyphaena bermudensis là một loài nhện trong họ Anyphaenidae.
Loài này thuộc chi Anyphaena. Anyphaena bermudensis được miêu tả năm 1988 bởi Sierwald.